# Vermiculita
La vermiculita es un mineral formado por silicatos de hierro o magnesio, del grupo de las micas.
La vermiculita se describió por primera vez en 1824 por una ocurrencia en Millbury, Massachusetts. Su nombre deriva del latín  vermiculare, 'por criar gusanos', por la manera en que exfolia cuando se calienta.

## Fórmula química
(Mg,Ca) 0,7 (Mg,Fe,Al) 6,0 [(Al,Si)8O20)] (OH) 4,8 H2O
Se origina principalmente en la alteración hidrotermal de biotita.

## Usos y aplicaciones
Se utiliza como sustrato en cultivos hidropónicos, como árido para elaborar hormigones de baja densidad, como aislante térmico y acústico, en extintores, como elemento filtrante, como protección de materiales o equipamientos frágiles, para aumentar la viscosidad de aceites lubricantes, como absorbente de humedad y otras contaminaciones líquidas y como excipiente en productos diversos, incluyendo medicamentos.
Al elevar rápidamente la temperatura de la vermiculita se genera una expansión conocida como exfoliación, resultando un producto utilizado como agregado liviano para construcción con propiedades aislantes térmicas y acústicas, además de ser químicamente inerte.
La vermiculita también es utilizada para incubar huevos de tortuga terrestre y ciertos tipos de hongos superiores.
En México, existen productores, quienes procesan este mineral, para aplicaciones en horticultura, y en la industria como para balatas, absorbentes, morteros anti fuego, entre otros.

## Origen y características
La vermiculita no es un nombre comercial, sino un término genérico para un mineral de la familia de la mica compuesto básicamente por silicatos de aluminio, magnesio y de hierro. Su forma natural es la de una mica de color pardo y estructura laminar, conteniendo agua ínter laminada.
Su característica principal es que al calentarla a una temperatura determinada, su capacidad de expansión o exfoliación produce que aumente de ocho a veinte veces su volumen original.
Esta exfoliación se debe a la presencia de agua en el mineral crudo. Cuando se calienta con rapidez por encima de 870 °C a medida que el agua se evapora se va transformando cada partícula laminar del mineral en un fuelle a modo de gusano y crea un gran número de pequeñas láminas con reflejos metálicos, de color pardo, con baja densidad aparente y elevada porosidad.

## Propiedades
- Ligereza: las densidades aparentes de la vermiculita oscilan entre 60 y 140 kg/m³, según granulometrías.

- Aislamiento térmico: la vermiculita expandida mantiene su capacidad de aislamiento entre 200 y 1200 °C.

- Su conductividad térmica es de 0,053 kcal/h m °C o 0,062 W/m·k para una temperatura media de 20 °C. Su capacidad calorífica es muy baja (0,2). Naturalmente con el aumento de la temperatura, el coeficiente aumenta como en cualquier material aislante,pero con una proporción mucho menor a la mayoría de los aislantes, pero mayor que al microporoso.

Las paredes brillantes de las laminillas de mica de vermiculita forman una multitud de pantallas que reflejan y dispersan la energía calorífica transmitida por radiación, y convierten a dicho material en el aislante ideal para altas temperaturas.
- Aislamiento acústico: al incidir las ondas sonoras sobre las laminillas multidireccionales de la vermiculita expandida, estas son reflejadas en multitud de direcciones y absorbidas por la estructura microscópica de burbujas de aire del mineral. Por estas razones la vermiculita es un excelente aislante acústico para una amplísima gama de frecuencias.

- Resistencia al fuego: el punto de fusión de la vermiculita es 1.370 °C y la temperatura de reblandecimiento es 1.250 °C. Es un mineral incombustible y químicamente muy estable a altas temperaturas lo que lo convierte en un material idóneo para la protección contra el fuego.

- Inalterabilidad: la vermiculita es insensible a los agentes atmosféricos y al paso del tiempo. Es estable, químicamente neutra (pH = 7,2) e inerte, no es higroscópica y no produce ninguna acción sobre el hierro o el acero.